# Sulpitia Cesis
Sulpitia Lodovica Cesis (Mòdena, 15 de maig de 1577 – circa 1619) fou una compositora i llaütista italiana.

## Biografia
Fou filla del comte Annibale Cesis i de la seva dona, Barbara, que van fer donació de 300 monedes d'or per a la dot de la filla quan ella va entrar al convent agustí de San Geminiano de Mòdena, el 1593, també conegut com a Sant Agostino. La seva única obra musical coneguda és un volum de vuit parts de Motetti Spirituali (Motets Espirituals), que va escriure el 1619.

## ElsMotets Espirituals
Alguns estudiosos creuen que l'obra es va compondre abans del 1619 tenint en compte el seu estil. Consta de 23 motets per a 2-12 veus. La seva obra és diferent de les altres obres escrites a la seva època perquè conté indicacions per a instruments com ara trompes, trombons, i instruments de corda.
També hi ha una part de baix, que és interessant tenint en compte que aquesta música va ser escrita per a un grup de monges enclaustrades. Una explicació pot ser el fet que aquesta part va ser escrita per a l'orgue o per a la viola da gamba. Sulpitia Cesis va dedicar la seva col·lecció a una altra monja, Anna Maria Cesis, que vivia al convent de Santa Llúcia de Roma. Tant els convents de Sulpitia Cesis com els d'Anna Maria Cesis eren molt coneguts per la seva música.
Els motets van ser considerats una de les formes més importants de la música polifònica des del 1220 fins al 1750. Van començar com a mètode litúrgic, però aviat es van fer importants també en la música de finals de l'edat mitjana. El sentit d'un motet ha passat per molts canvis i interpretacions diferents segons el temps i ara es defineix «com a una composició polifònica sagrada amb text llatí, que pot tenir o no un acompanyament vocal o instrumental independent».
Es menciona Cesis a la crònica de vida de Giovanni Battista Spaccini a Mòdena, com a compositora d'un motet que es va representar a les portes de Sant Geminiano el 1596 durant una processó religiosa.